# Lipieck (stacja kolejowa)
Lipieck – stacja kolejowa w Lipiecku, w obwodzie lipieckim, w Rosji. Znajdują się tu 4 perony.